# François Fulgis Chevallier
François Fulgis Chevallier (1796 — 1840) foi médico e botânico francês.

## Publicações
- Histoire des graphidées, accompagnée d'un tableau analytique des genres (F. Didot, Paris, 1824).
- Flore générale des environs de Paris, selon la méthode naturelle (três partes em dois volumes, Ferra, Paris, 1826-1827, reeditado em 1836).

## Veja Também
- Caliciaceae - família de líquens descrita pelo botânico François Fulgis Chevallier.